# Afrida superciliosa
Afrida superciliosa är en fjärilsart som beskrevs av Dyar 1913. Afrida superciliosa ingår i släktet Afrida och familjen trågspinnare. Inga underarter finns listade i Catalogue of Life.